# Col de Barran
Le col de Barran est un col de montagne pédestre des Pyrénées à 1 934 mètres d'altitude, dans le département français des Hautes-Pyrénées en Occitanie.
Il relie la vallée de Castelloubon (dans le Lavedan), à l’ouest, à la vallée de Lesponne à l’est.

## Toponymie
En occitan, barran signifie « ravin ».

## Géographie
Le col de Barran est situé entre le pic du Mont (2 009 m) au sud et les Penas de Barran au nord.

## Protection environnementale
Le col fait partie d'une zone naturelle protégée, classée ZNIEFF de type 1 : massif du Montaigu et de Hautacam

## Voies d'accès
Le versant ouest est accessible depuis le parking supérieur de la station de Hautacam au col de Tramassel ; suivre l'itinéraire du lac d'Isaby puis le clot du Serpent.
Sur le versant est, depuis le parking du Chiroulet au fond de la vallée de Lesponne suivre l'itinéraire du lac d'Ourrec. Le sentier démarre près de l'auberge et est marqué jaune. Grimper dans la forêt par un large sentier qui franchit l'Adour de Lesponne par un gué puis une passerelle. Suivre l'Adour par un sentier parfois rude qui sort de la forêt après avoir fait le tour du Pich d'Ouscouaou. On parvient ainsi au lac d'Ourrec sur un petit plateau encaissé entre de hautes éminences ; puis en direction de la hourquette d'Ouscouaou par les cabanes de Barran.